# Amsinckia mexicana
Amsinckia mexicana, biljna vrsta iz porodice boražinovki, nekad svrstavana u monotipski vlastiti rod Amphibologyne. Raširena je sjeveroistočnim Meksikom i jugozapadnim Texasom.
Jednogodišnja je biljka i prvenstveno raste u pustinjskim ili suhim biomima grmlja.

## Sinonimi
- Amphibologyne mexicana (M.Martens & Galeotti) Brand